# TVP Sport
TVP Sport — польский спортивный телеканал, часть Польского телевидения. Первый коммерческий и кодированный телеканал в истории общественного польского телевидения, который вошёл в платный пакет телеканалов. Доступен в кабельных сетях, DSL и на цифровых платформах.

## История
Идея создания спортивного телеканала появилась в декабре 2004 года на Польском телевидении после того, как главой редакции спортивных программ стал Роберт Коженёвский. 26 декабря 2005 года идею одобрил Совет Польского телевидения. Начало вещания спортивного телеканала планировалось организовать в сентябре-октябре 2006 года, но сроки регулярно сдвигались. 14 июня 2006 года будущий телеканал получил от Государственного совета по радиофонии и телевидению лицензию на вещание на территории всей Польши. В августе 2006 года была сформирована редакционная команда, после чего началось тестовое вещание.
23 октября 2006 года на Международной конференции Польской палаты по электронным коммуникациям, проходившей в Закопане, было объявлено о презентации нового телеканала. 15 ноября 2006 года состоялось его открытие президентом Совета Польского телевидения Брониславом Вильдштейном. 18 ноября 2006 года в 16:00 телеканал был запущен с программой «Jacy jesteśmy», а первая прямая трансляция телеканала — полуфинал Варшавского турнира по настольному теннису ITTF Pro Tour Polish Open. 6 ноября 2009 года Роберт Коженёвский покинул должность директора телеканала, спустя 6 дней его место занял Влодзимеж Шаранович. 1 января 2010 года телеканал, изменив своё оформление и расписание, перешёл на вещание в формате 16:9.
Хотя телеканал транслировал многие футбольные матчи, 2 сентября 2012 года польское телевидение объявило о том, что не будет показывать матчи сборной Польши на Евро-2012, поскольку не договорилось с компанией SportFive по поводу продажи прав трансляций. Однако с начала отборочного турнира к чемпионату мира 2014 телеканал показывает все матчи со сборной Польши: первыми матчами стали матчи против Черногории и Молдавии.
1 января 2013 года TVP Sport впервые на государственном польском телевидении ввёл таймер, который появлялся во время рекламных блоков и отслеживал время до конца рекламы. 12 января 2014 года вещание начала́ и HD-версия телеканала (TVP Sport HD), к тому же снова поменялся дизайн канала.

## Показываемые соревнования
- Футбол
  - Чемпионаты мира
  - Чемпионаты Европы
  - Лига чемпионов УЕФА
  - Чемпионаты мира среди женщин
  - Кубок Конфедераций
  - Чемпионаты мира U-20
  - Чемпионаты мира U-17
- Баскетбол
  - Женская Евролига
- Гандбол
  - Чемпионаты мира
  - Чемпионаты Европы
- Хоккей
  - Чемпионаты мира
  - Польская Суперлига
  - Кубок Польши
  - Матчи сборной Польши
- Теннис
  - Кубок Федерации
  - Турниры WTA
- Лёгкая атлетика
  - Чемпионаты Европы
  - Чемпионаты Европы в помещении
  - Континентальный кубок ИААФ
  - Чемпионаты мира
  - Чемпионаты мира в помещении
  - Мемориал Януша Кусочиньского
  - Мемориал Камилы Сколимовской
- Велоспорт
  - Тур де Полонь
  - Гран При MTB
- Зимние виды спорта
  - Кубок мира по биатлону
  - Кубок мира по прыжкам с трамплина
  - Кубок мира по горнолыжному спорту
  - Кубок мира по лыжным гонкам
- Тяжёлая атлетика
  - Чемпионаты мира
  - Чемпионаты Европы

## Спутниковое вещание

### Astra
- Частота: 10,862 ГГц
- Поляризация: горизонтальная
- Положение: 19,2° восточной широты
- Символьная скорость: 22000
- FEC: 5/6
- Кодирование: NDS VideoGuard

### Hot Bird 13C
- Частота: 10,796 ГГц
- Поляризация: вертикальная
- Положение: 13° восточной широты
- Символьная скорость: 27500
- FEC: 5/6
- Кодирование: Conax, Mediaguard, Nagravision, Viaccess